# Xestia immaculata
Xestia immaculata là một loài bướm đêm trong họ Noctuidae.